# N'Dlondougou
N’Dlondougou est une commune du Mali de l'arrondissement central de Ména, dans le cercle de Ména et la région de Dioïla.

## Villages
La commune s'étend sur 19 villages relevés lors du recensement général de 2009. 
Les villages les plus peuplés sont :
- Ména (2 556 habitants) ;
- N'Djiguéla (2 538 habitants) ;
- Bonégué (1 962 habitants).